# تاگیسان
تاگیسان (به لاتین: Taegisan) یک کوه در کره جنوبی است که در کره جنوبی واقع شده‌است. تاگیسان ۱٬۲۵۸٫۸ متر بالاتر از سطح دریا واقع شده‌است.